# Casio
Casio Computer Co., Ltd. (en japonès: カシオ計算機株式会社 Kashio Keisanki Kabushiki-gaisha) és una companyia multinacional fabricant d'aparells electrònics fundada el 1946, amb seu a Shibuya, Tòquio (Japó). Casio és més coneguda pels seus productes electrònics, com calculadores, equips d'àudio, PDAs, càmeres fotogràfiques, instruments musicals i rellotges. El 1957, Casio va llançar la primera calculadora compacta totalment elèctrica del món.

## Història
Casio es va fundar l'abril de 1946 per Tadao Kashio, un enginyer especialitzat en la tecnologia de fabricació. El primer producte important de Kashio va ser la «pipa yubiwa», un anell per a sostindre una cigarreta, que permetia a l'usuari fumar la cigarreta fins al seu filtre, deixant també lliures les mans de l'usuari. Japó estava empobrit immediatament després de la Segona Guerra Mundial, així les cigarretes eren valuoses, i l'invent va ser un èxit.
Després de veure les calculadores elèctriques a la primera «Mostra de Negocis» a Ginza, Tòquio, el 1949, Kashio i els seus germans més joves van utilitzar els seus guanys de la «pipa yubiwa» per desenvolupar les seves pròpies calculadores. La majoria de les calculadores en aquell temps funcionaven utilitzant engranatges i es podrien operar a mà amb una maneta o a través de l'ús d'un motor (vegeu màquina de sumar). Kashio posseïa alguns coneixements d'electrònica, i es va disposar a fer una calculadora utilitzant solenoides. La calculadora, de la mida d'un escriptori, va ser construïda el 1954 i va ser la primera calculadora electromecànica del Japó. Una de les innovacions centrals de la calculadora fou l'adopció del teclat numèric de 10 tecles; en aquest moment altres calculadores s'utilitzaven un «teclat complet», el que significa que cada lloc en el nombre (1s, 10s, 100s, etc.) tenia nou tecles. Una altra innovació va ser l'ús d'una sola finestra en lloc de les tres finestres de visualització (una per a cada argument i una per a la resposta) utilitzades en altres calculadores.
El 1957, Casio va llançar el Model 14-A, venut per 485.000 iens, la primera calculadora compacta completament elèctrica del món, que es basava en tecnologia de relés. 1957 també va marcar l'establiment de Casio Computer Co. Ltd..
En la dècada del 1980, els seus instruments pressupostaris i teclats electrònics casolans han guanyat gran popularitat.
La companyia també es va fer molt coneguda per la gran varietat i innovació dels seus rellotges de polsera. Va ser un dels primers fabricants de rellotges de cristall de quars, tant digitals com analògics. També va començar a vendre rellotges-calculadora durant aquest temps. Va ser un dels primers fabricants de rellotges que podrien mostrar el temps a molts fusos horaris diferents i dels rellotges amb indicadors de temperatura, pressió atmosfèrica, altitud i fins i tot pantalles de posició GPS.
Una quantitat de notables primícies de càmeres fotogràfiques digitals s'han realitzat per Casio, incloent la primera càmera domèstica digital amb una pantalla LCD, la primera càmera de 3 megapíxels, el primer model ultracompacte veritable, i la primera càmera digital a incorporar tecnologia de lents de ceràmica.

## Cronologia de productes seleccionats
| Data de llançament (al Japó) | Model Nom            | Descripció                                                        |
| ---------------------------- | -------------------- | ----------------------------------------------------------------- |
| Jun 1957                     | 14A                  | Calculadora compacta totalment elèctrica                          |
| Set 1965                     | 001                  | Calculadora electrònica de sobretaula amb memòria interna         |
| Oct 1967                     | AL-1000              | Primera calculadora d'escriptori electrònica programable del món  |
| Ago 1972                     | Casio MINI           | Primera calculadora personal del món                              |
| Mai 1974                     | fx-10                | Calculadora científica personal                                   |
| Nov 1974                     | Casiotron            | Primer rellotge de polsera digital                                |
| Gen 1980                     | CT-201               | Instrument musical electrònic                                     |
| Oct 1981                     | TR-2000              | Primer diccionari electrònic                                      |
| Abr 1983                     | G-SHOCK (DW-5000C)   | Rellotge de polsera antixoc                                       |
| Mai 1983                     | PF-3000              | Primera agenda digital                                            |
| Jun 1983                     | TV-10                | Primer televisor LCD de butxaca                                   |
| Nov 1983                     | SL-800               | Calculadora de butxaca de la mida d'una targeta de crèdit         |
| Mar 1985                     | FS-10                | Rellotge digital ultra-prim                                       |
| Nov 1987                     | VS-101               | Càmera fotogràfica electrònica                                    |
| Nov 1991                     | KL-1000              | Impressora d'etiquetes                                            |
| Des 1994                     | Baby-G               | G-SHOCK per a dones                                               |
| Mar 1995                     | QV-10                | Càmera digital amb pantalla LCD                                   |
| Oct 1995                     | Casio Loopy          | consola de joc femenina                                           |
| Nov 1996                     | CASSIOPEIA (A-10/11) | Ordinador de butxaca amb Windows CE (vendes a l'Amèrica del Nord) |
| Jun 1999                     | PRT-1GPJ             | Primer rellotge de polsera del món amb sensor GPS                 |
| Nov 1999                     | C303CA               | Telèfon mòbil resistent a l'aigua i antixoc                       |
| Jun 2000                     | WQV-1                | Primer rellotge de polsera del món amb càmera digital             |
| Nov 2001                     | WVA-300              | Rellotge de polsera amb alimentació solar i recepció radiocontrol |
| Jun 2002                     | EX-S1                | Primera càmera digital LCD ultraplana del món                     |
| Nov 2005                     | OCW-600/OCW-10       | Rellotge cronògraf OCEANUS amb cinc motors                        |
| Feb 2008                     | EX-S10               | Càmera digital de 10,1 megapíxels més petita i prima del món      |
| Gen 2011                     | Prizm fx-CG          | Calculadora gràfica amb pantalla color d'alta resolució           |

## Galeria

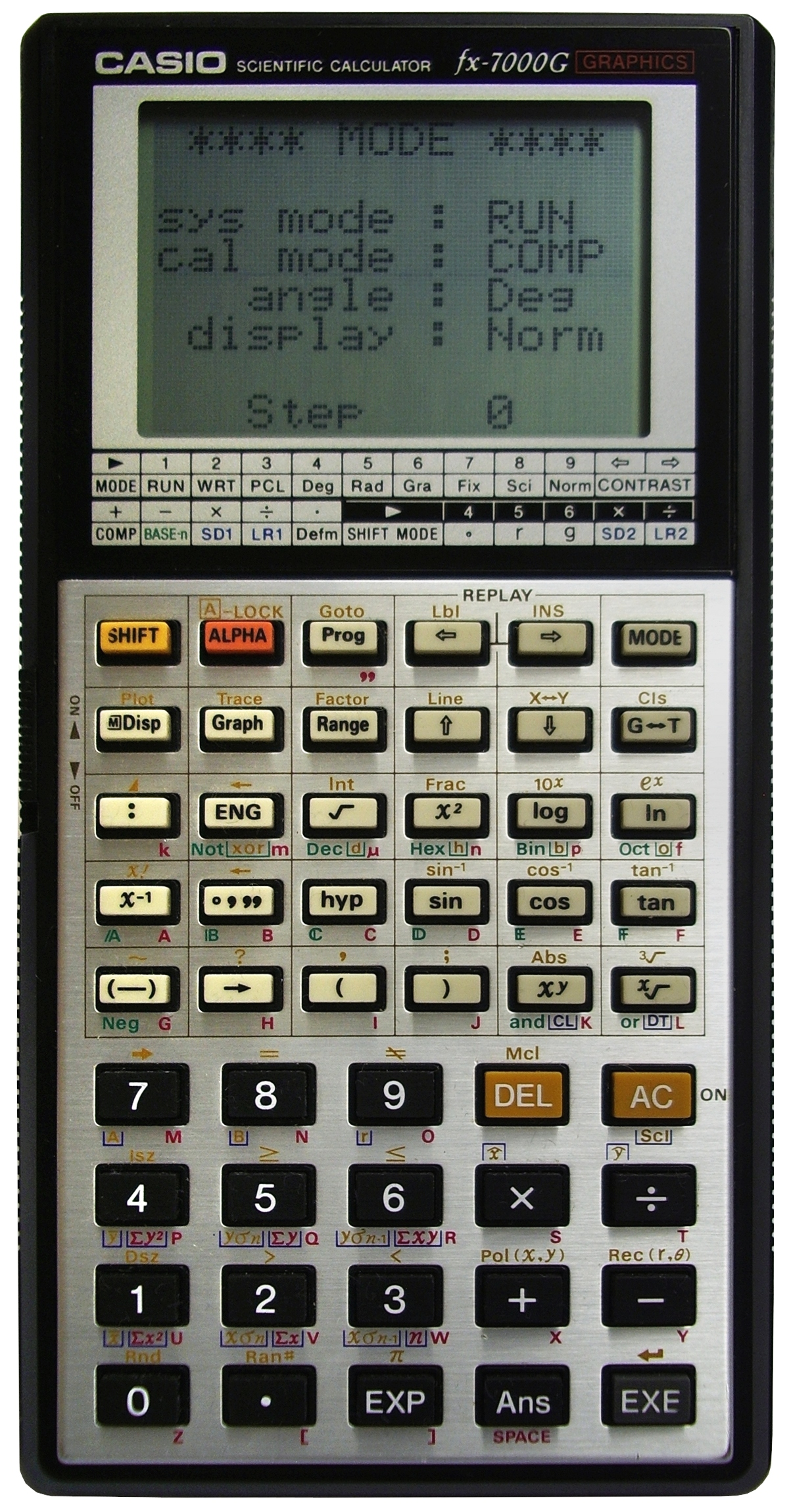
Casio fx-7000G, primera calculadora gràfica del món
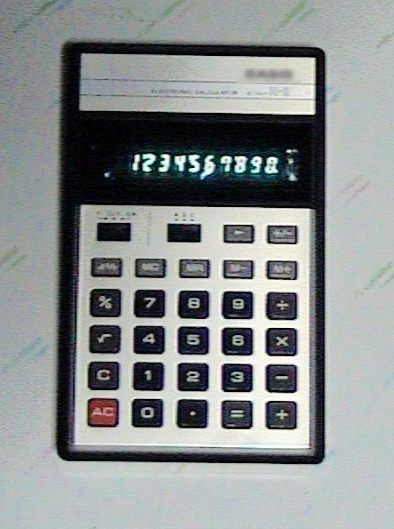
Una vella calculadora Casio
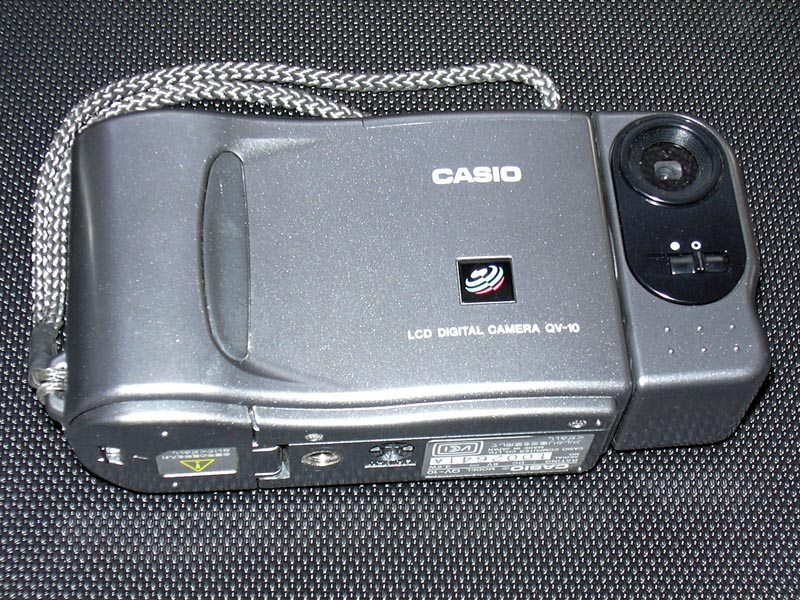
QV-10, càmera digital
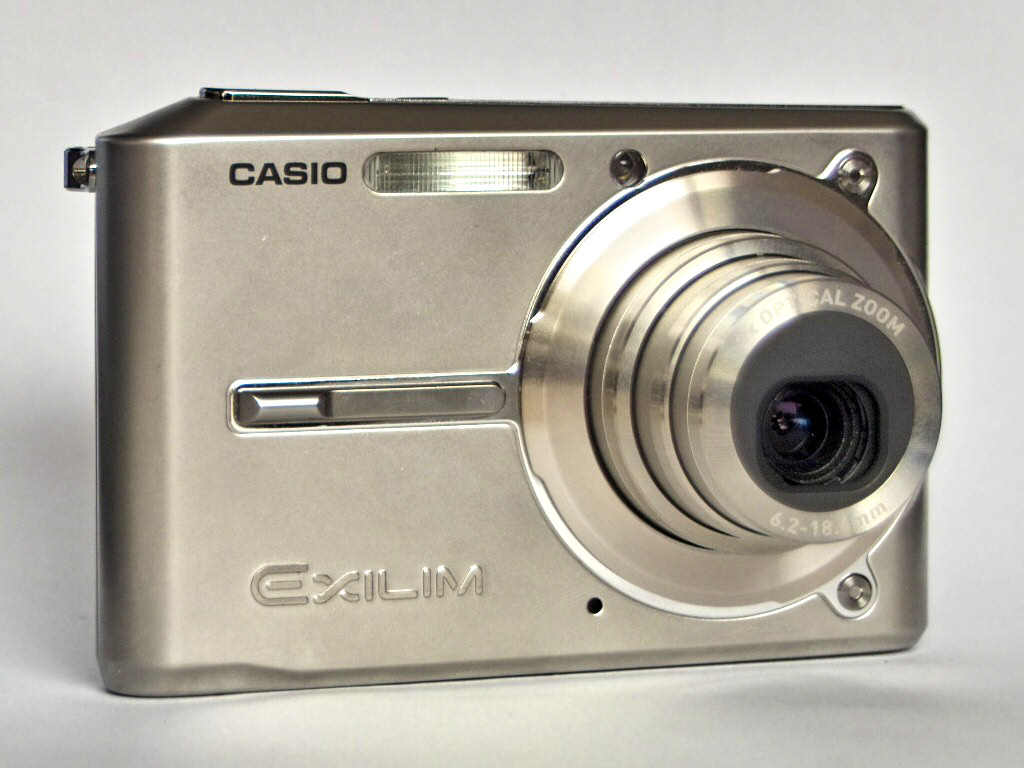
EX-S600, càmera digital
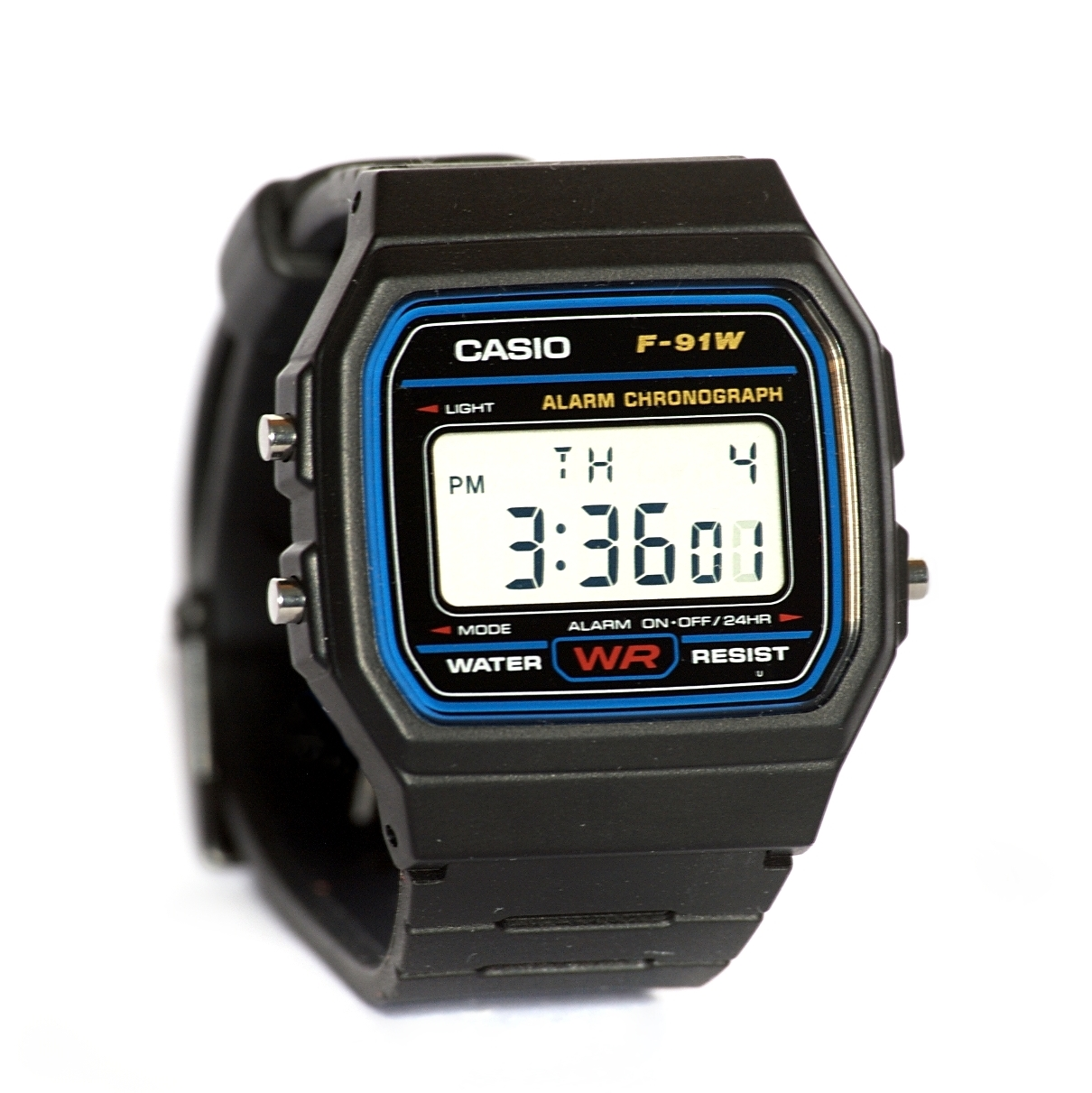
Casio F-91W rellotge digital
Au W31CA, telèfon mòbil
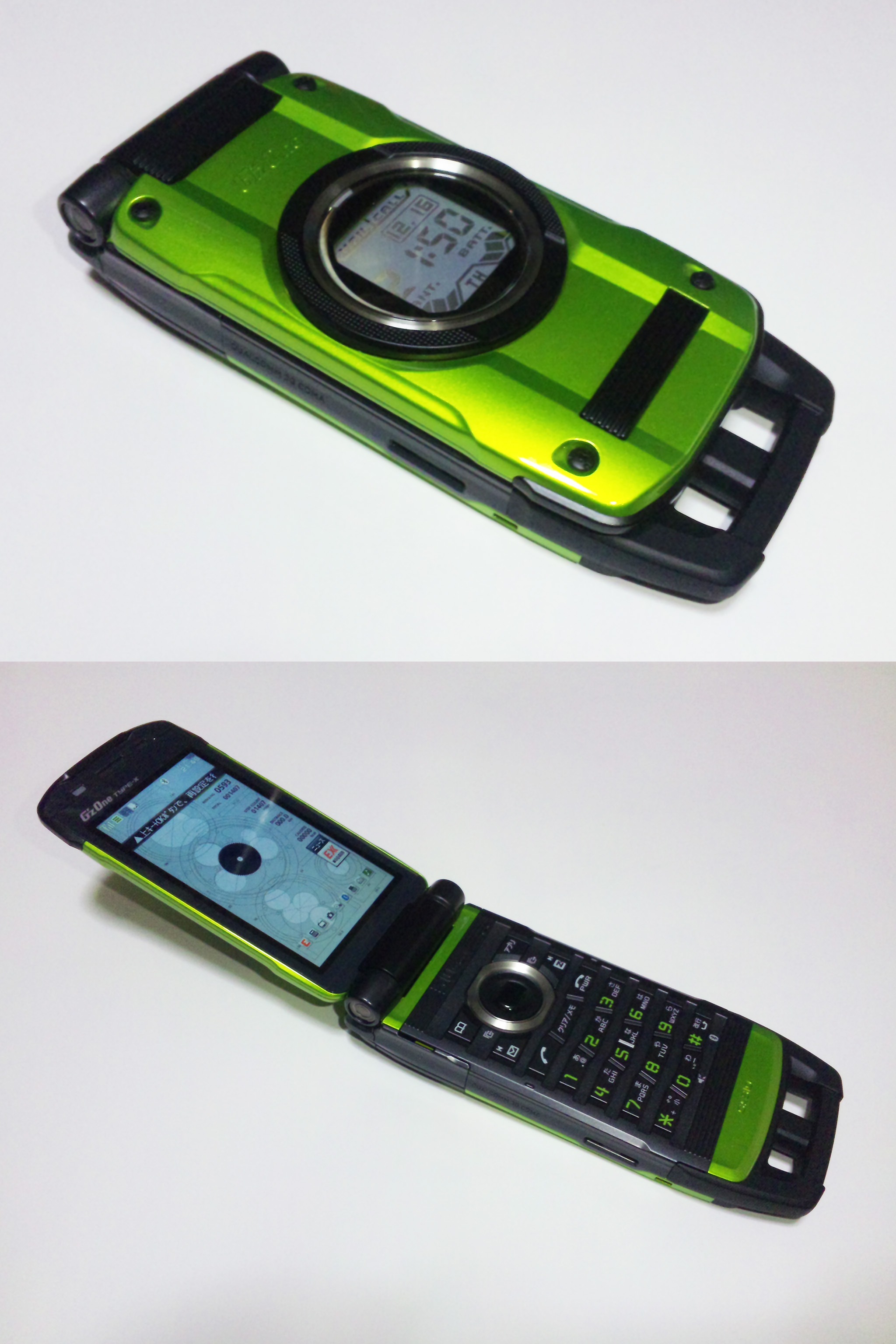
Casio CAY01 G'zone TYPE-X, telèfon mòbil
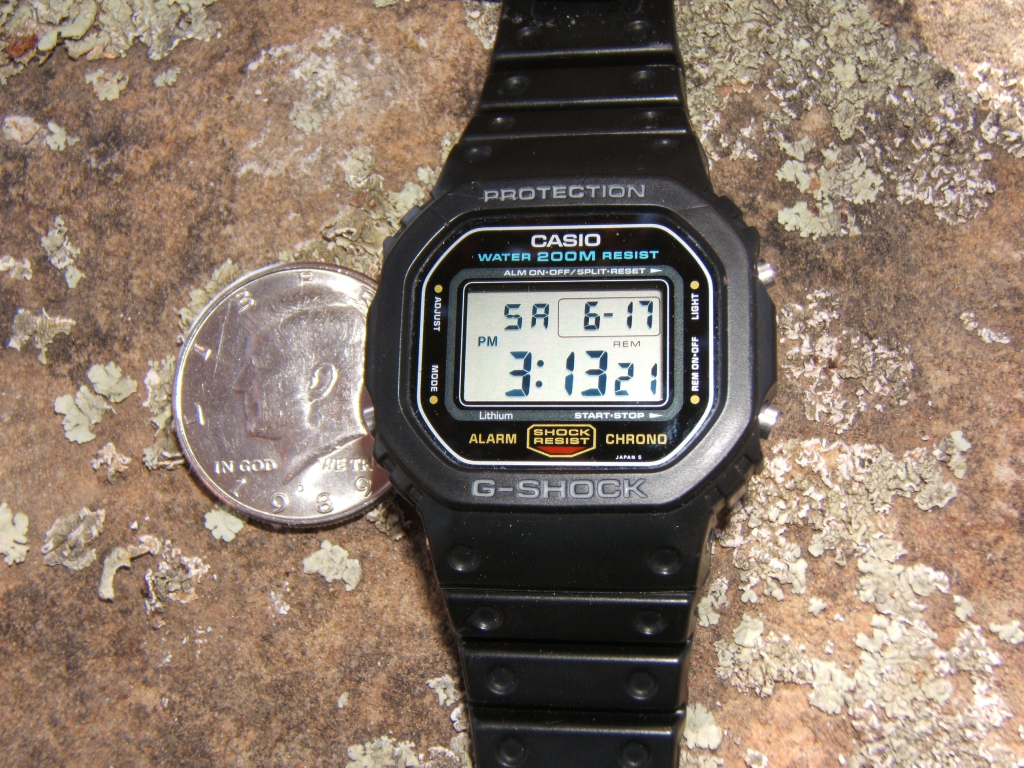
DW5600C, un rellotge G-Shock
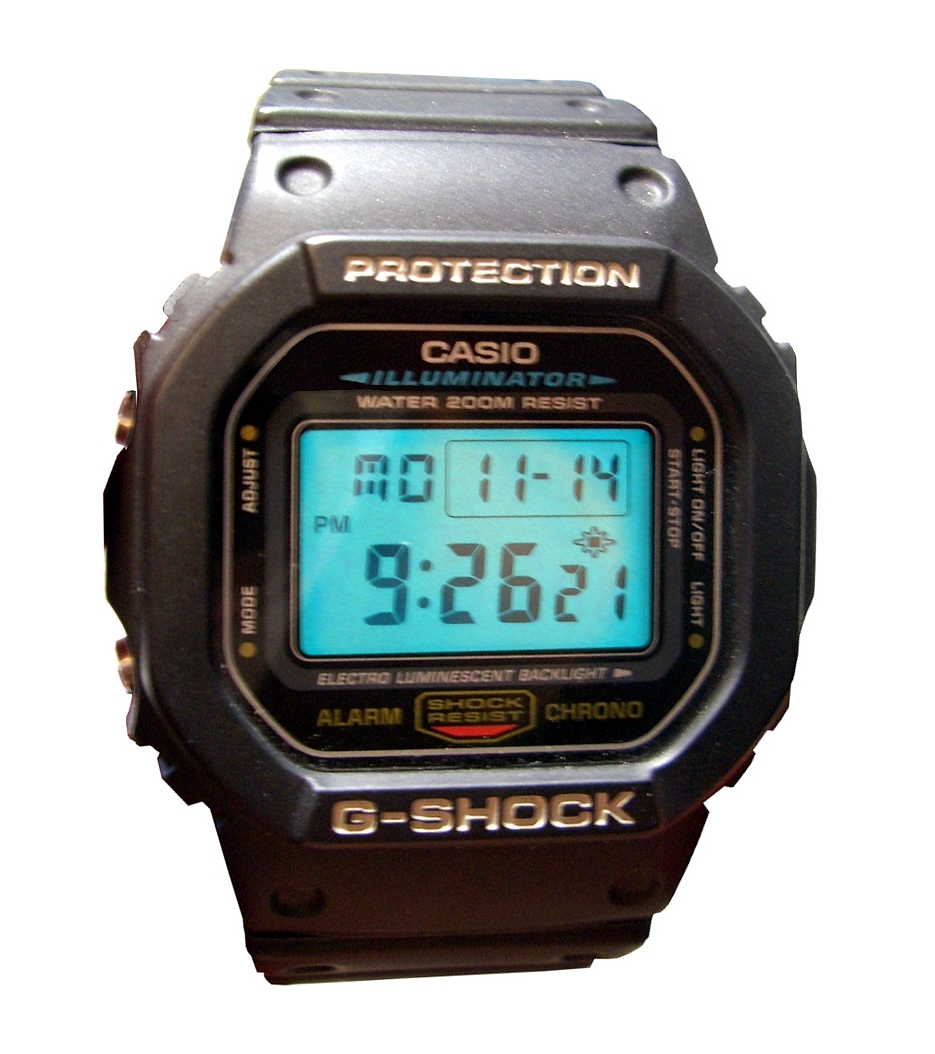
G-Shock DW-5600E-1V, un dels primers rellotges amb retroil·luminació
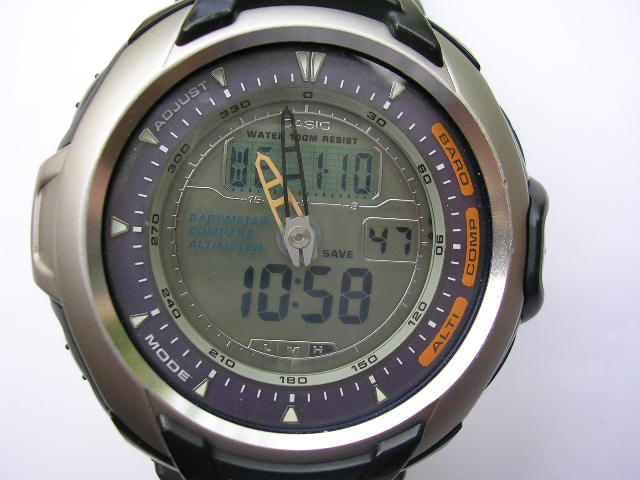
Casio PRG 60 AVER, rellotge «Triple Sensor»
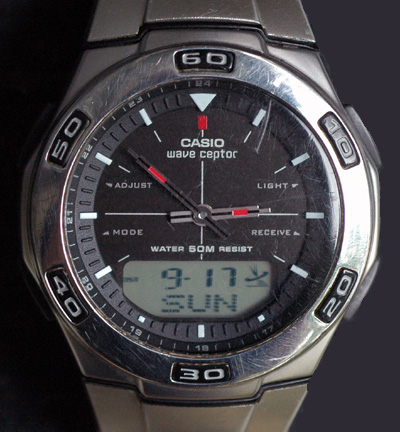
Casio «Wave Ceptor», sincronitzat per ràdio
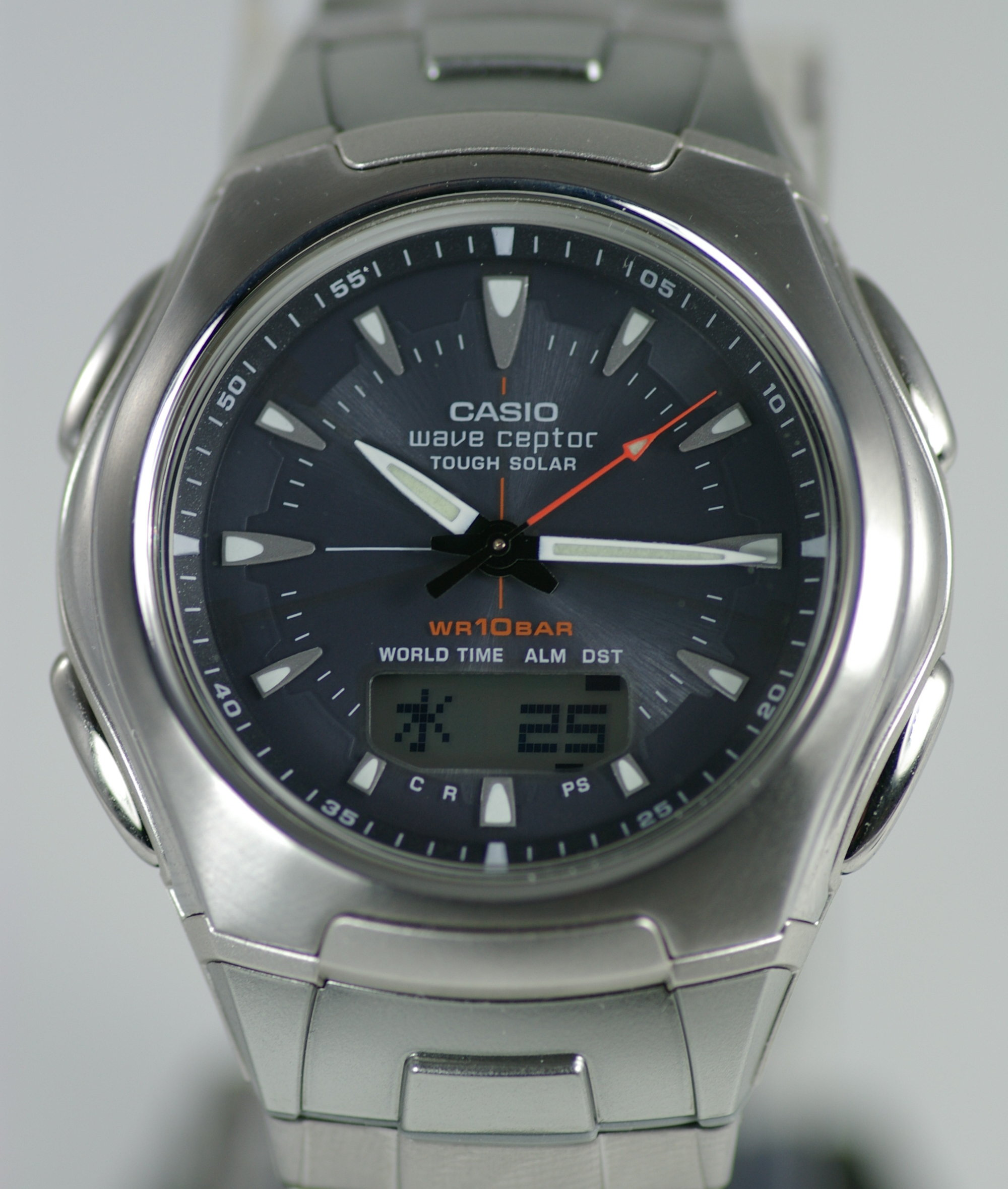
Rellotge Casio Tough Solar «Wave Ceptor»
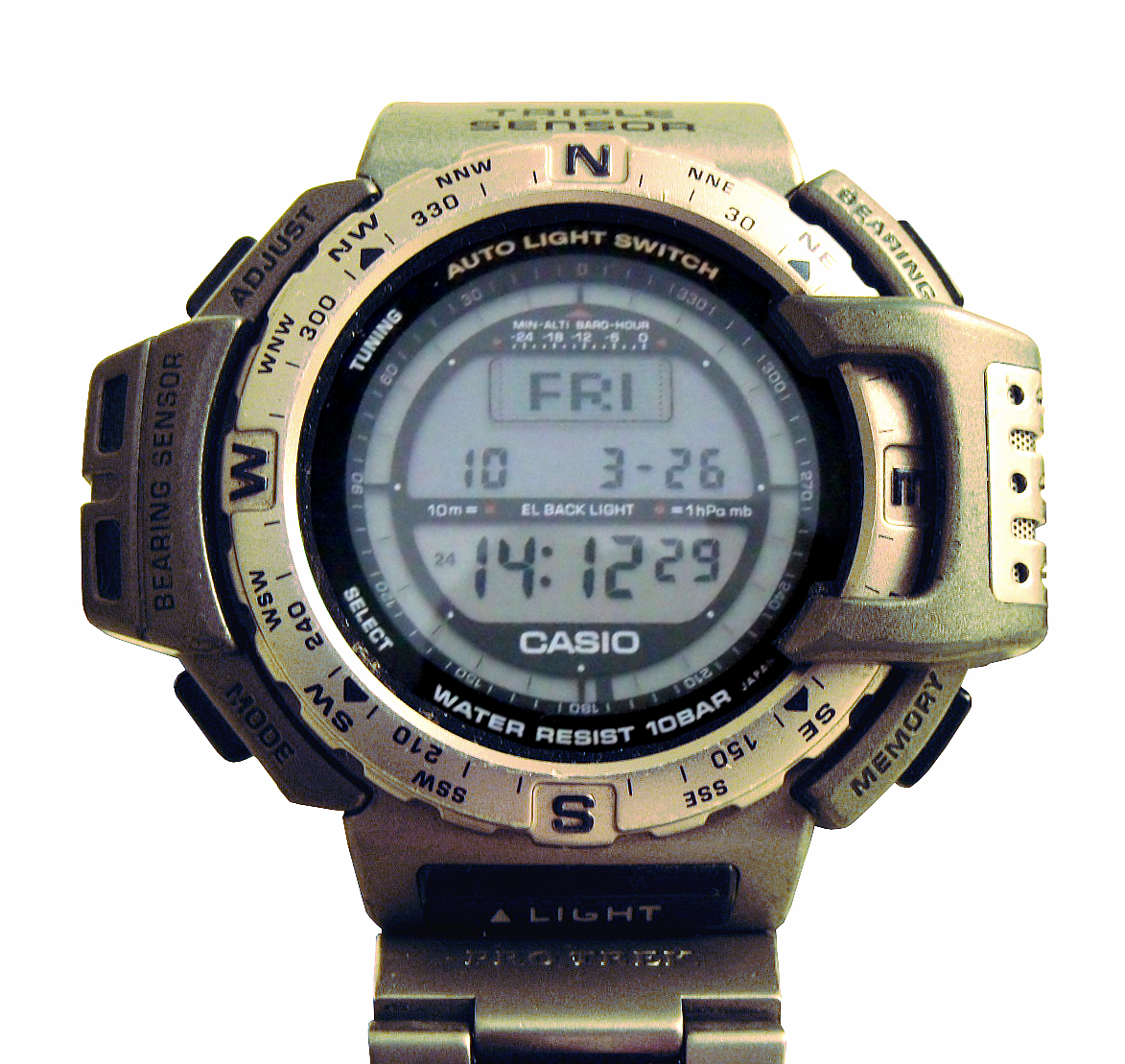
Rellotge Pro Trek «Triple Sensor»
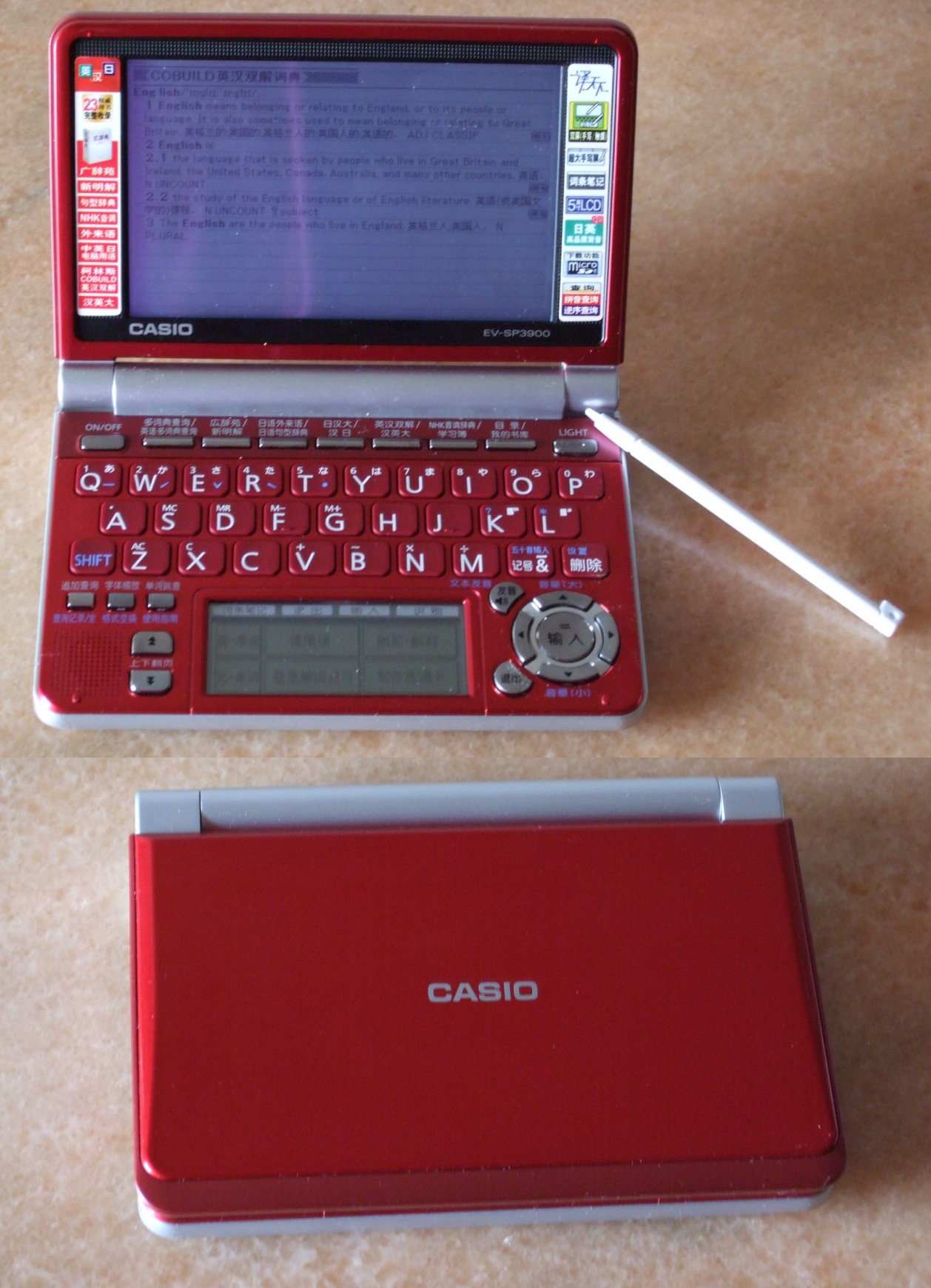
Diccionari electrònic Casio EV-SP3900
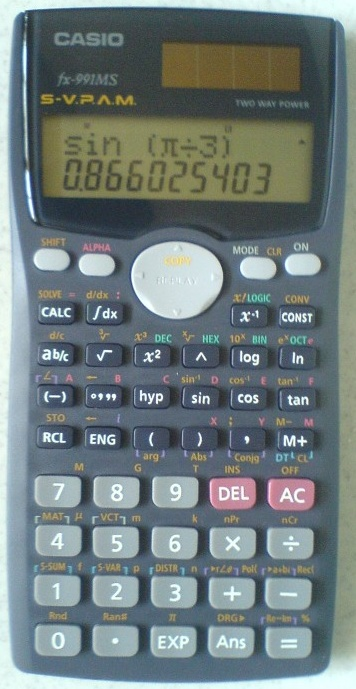
Calculadora científica fx-991MS
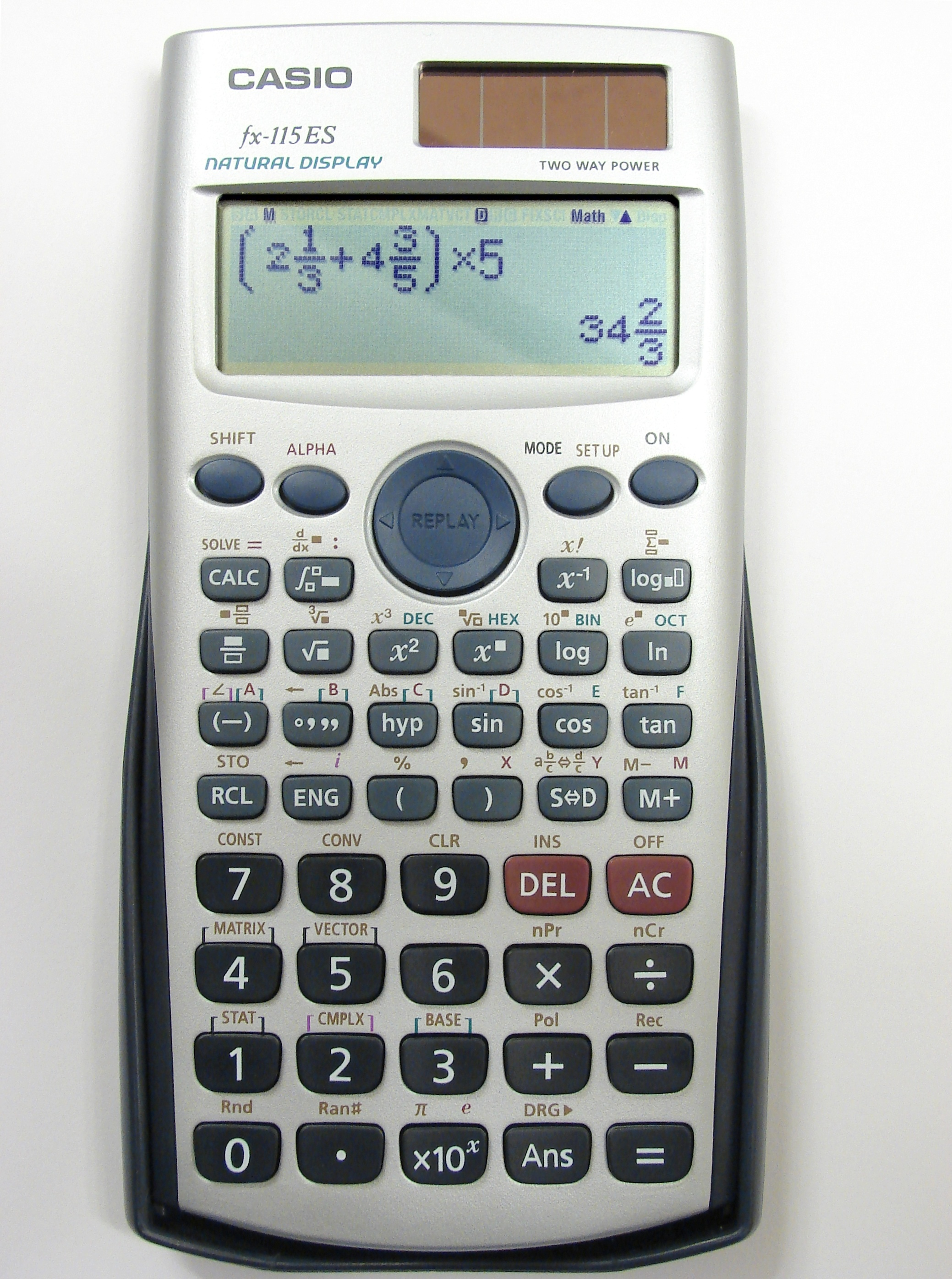
Calculadora científica Casio fx-115ES
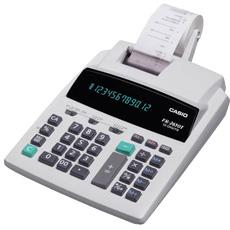
Calculadora de sobretaula Casio FR-2650T
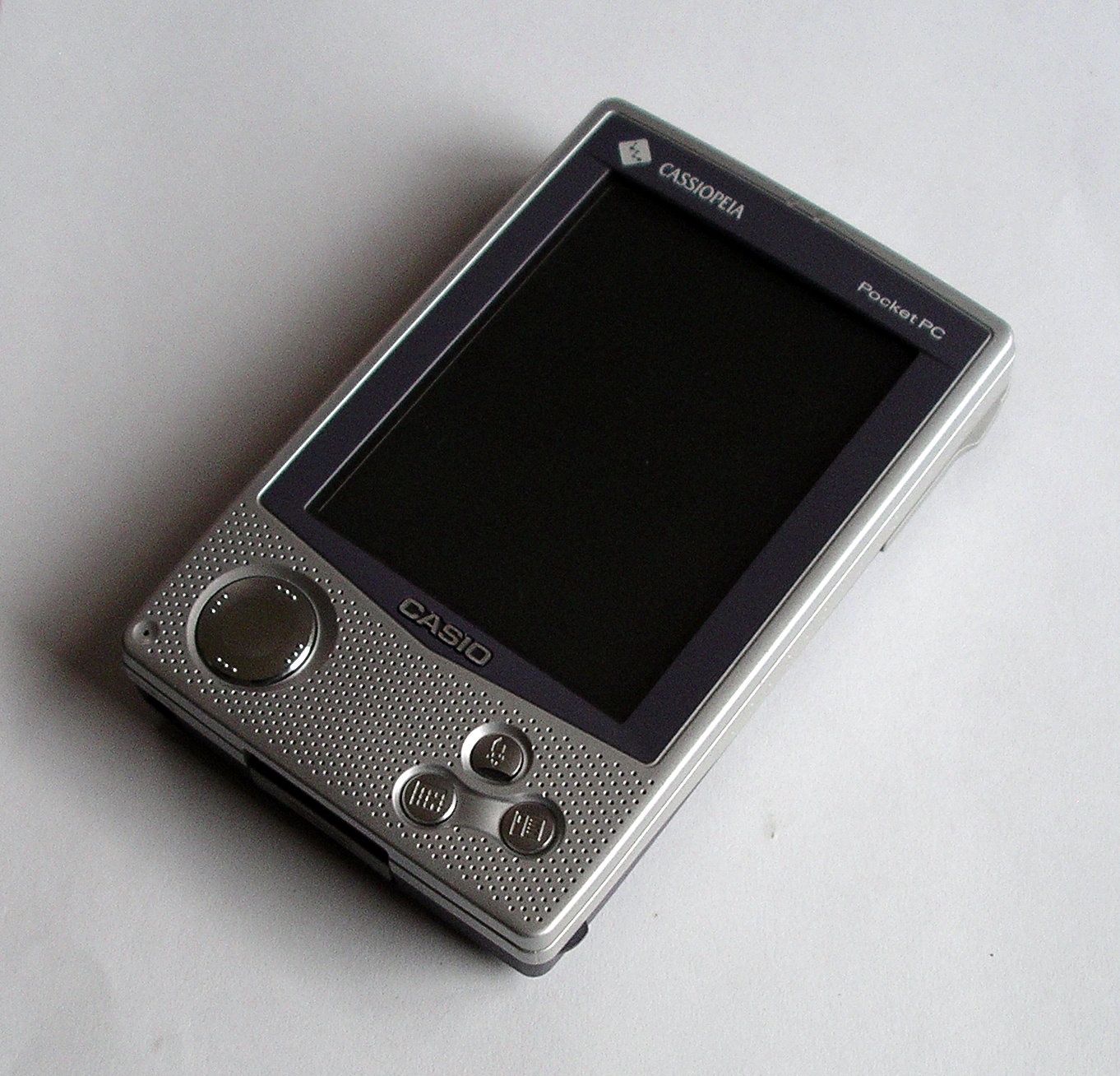
Ordinador de butxaca Casio Cassiopeia E-125
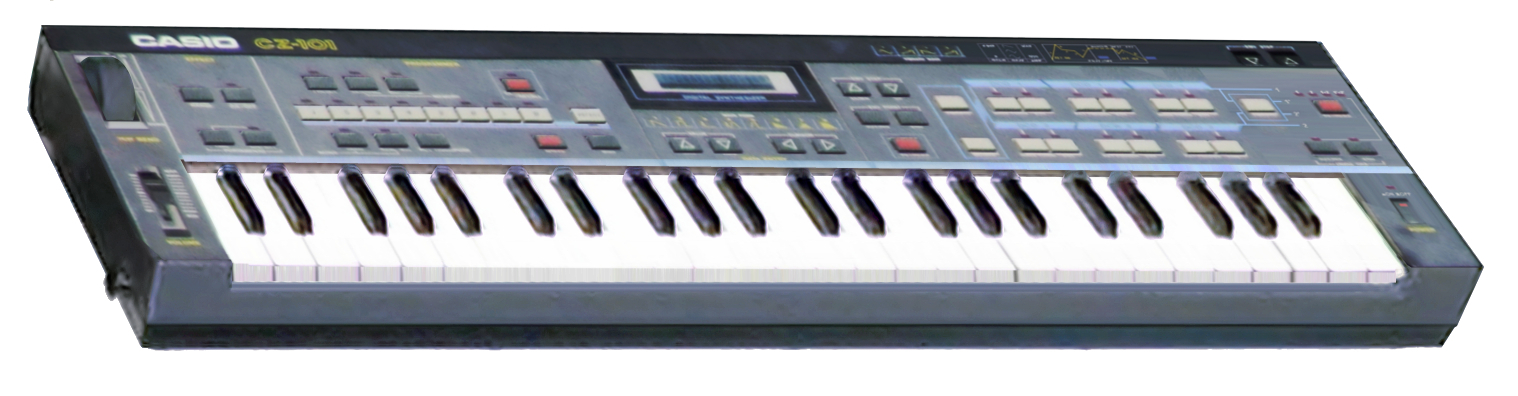
Sintetitzador Casio CZ-101
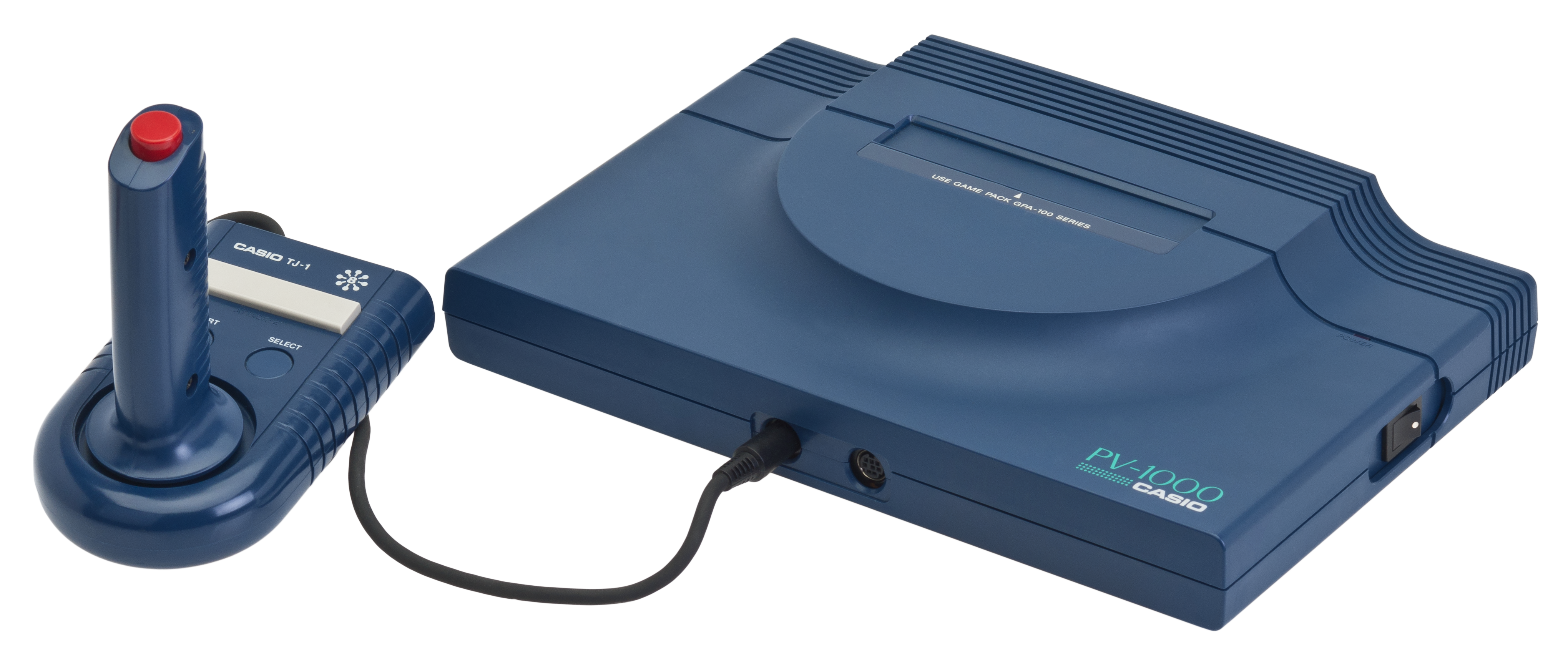
Casio PV-1000, una consola de jocs només llançada al Japó el 1983.